# Enicospilus perkinsi
Enicospilus perkinsi là một loài tò vò trong họ Ichneumonidae.